# Амбрит
Амбрит (рос. амбрит, англ. ambrite, нім. Ambrit) — бурштиноподібна викопна смола. Склад: C32H26O4.

## Різновиди
- амбрит австрійський (знайдено поблизу м. Габліц, Австрія),
- амбрит аргентинський (знайдено в Аргентині),
- амбрит богемський (з вугленосних пісковиків у Чехії).